# Менас
Менас, Мена — приближённый царей Вифинии.

## Биография
В 149 году до н. э. в Риме, по предположению Климова О. Ю. — в качестве заложника, находился сын вифинского царя Прусия II Никомед. Он должен был получить от сенаторов согласие на уменьшение наложенной по результатам войны контрибуции Пергаму. Однако посол Атталидов Андроник сумел доказать, что причинённый Пергаму в ходе войны ущерб превосходил всю сумму ранее определённого штрафа.
Приближённый Прусия Менас, с двумя тысячами воинов сопровождавший Никомеда, имел тайное поручение убить царевича в том случае, если миссия окончится неудачей. По замечанию О. Л. Габелко, в этом случае Прусий передал бы трон кому-то из детей от своей второй жены, дочери царя фракийского племени кенов Диэгила, — возможно, своему тезке. Но его посланник оказался не готов исполнить этот приказ, так как, по словам Аппиана, видел, что «Никомед достоин всякого уважения и преданности». В то же время Менас понимал, что тогда не сможет вернуться в Вифинию. Пока он пребывал в таких сомнениях, царевич сам вступил с ним в переговоры, предложив принять участие в заговоре против Прусия. Сообщники также сумели привлечь на свою сторону Андроника, публично приветствовавшего Никомеда как царя. Первоначально сделав вид, что он только что узнал о замысле царевича, Менас обратился с речью к вифинским солдатам, в ходе которой сумел показать жестокость старого Прусия и превознести достоинства молодого Никомеда, имевшего поддержку и на родине, и в Риме, и у Аттала. И действительно, в Вифинии Никомед, почти не встретивший сопротивления, триумфально занял престол.